# نخستین نبرد بول ران
نخستین نبرد بول ران (انگلیسی: First Battle of Bull Run) شناخته شده با عنوان دیگر یعنی نبرد نخست مناسس (نام استفاده شده توسط نیروهای جنوبی) در تاریخ ۲۱ ژوئیه سال ۱۸۶۱ میلادی و در منطقه شهرستان پرنس ویلیام، ویرجینیا و در شمال شهرستان مناسس، ویرجینیا اتفاق افتاد. این نبرد اولین نبرد بزرگ از سری جنگ‌های داخلی آمریکا بود. نیروهای ارتش کنفدراسیون پس از یک عقب‌نشینی آشفته از طرف نیروهای اتحادیه به پیروزی رسیدند.

## نگارخانه

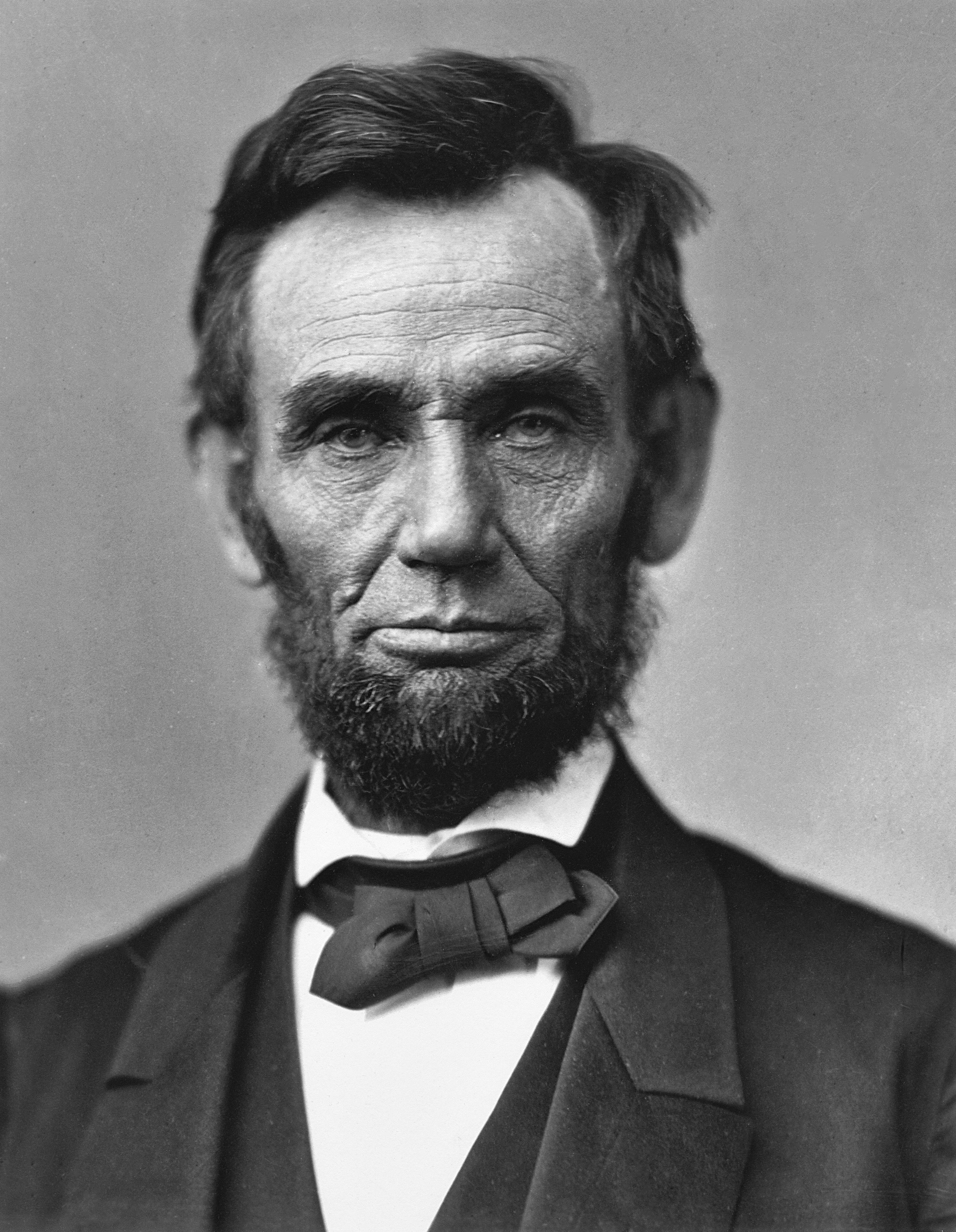
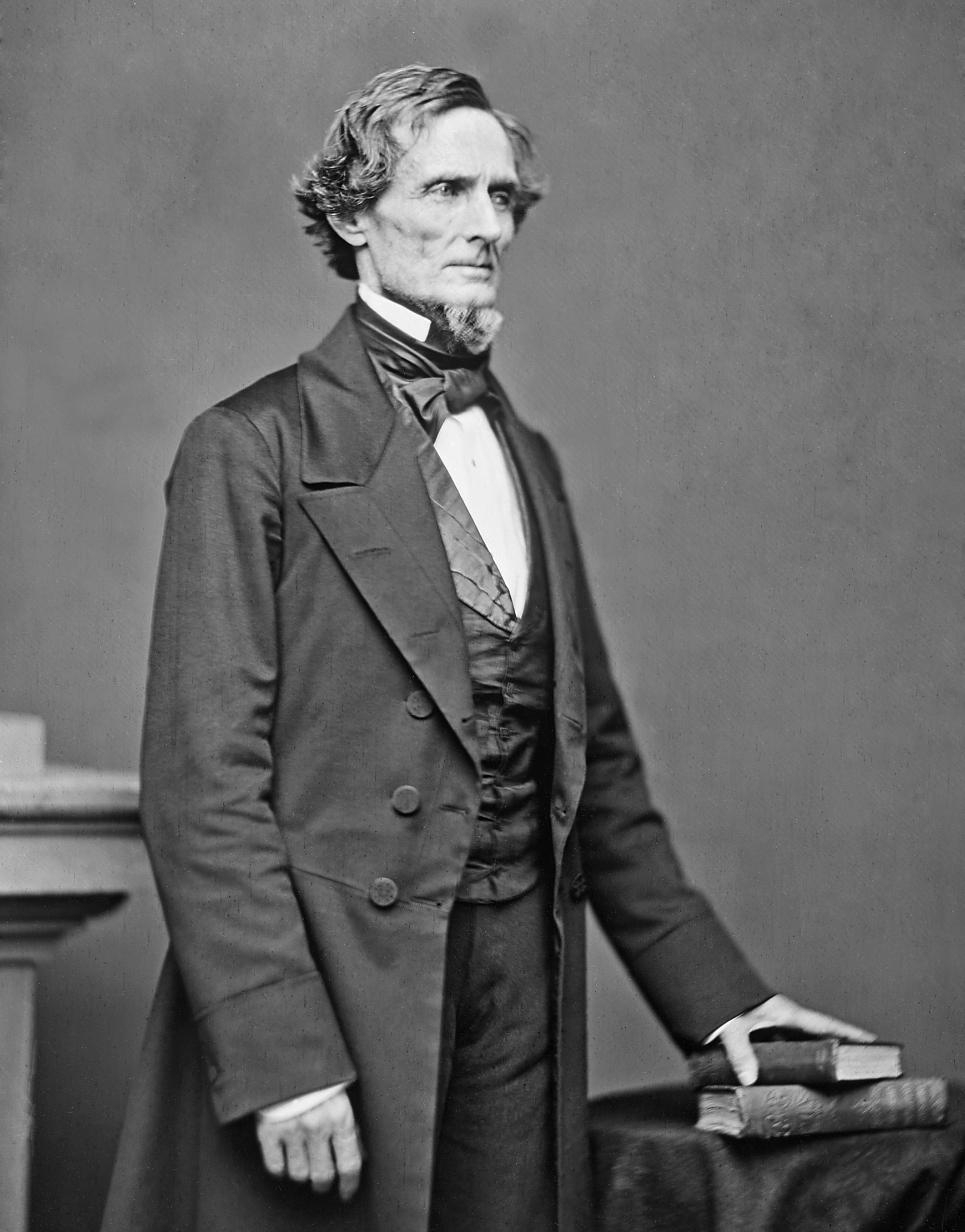
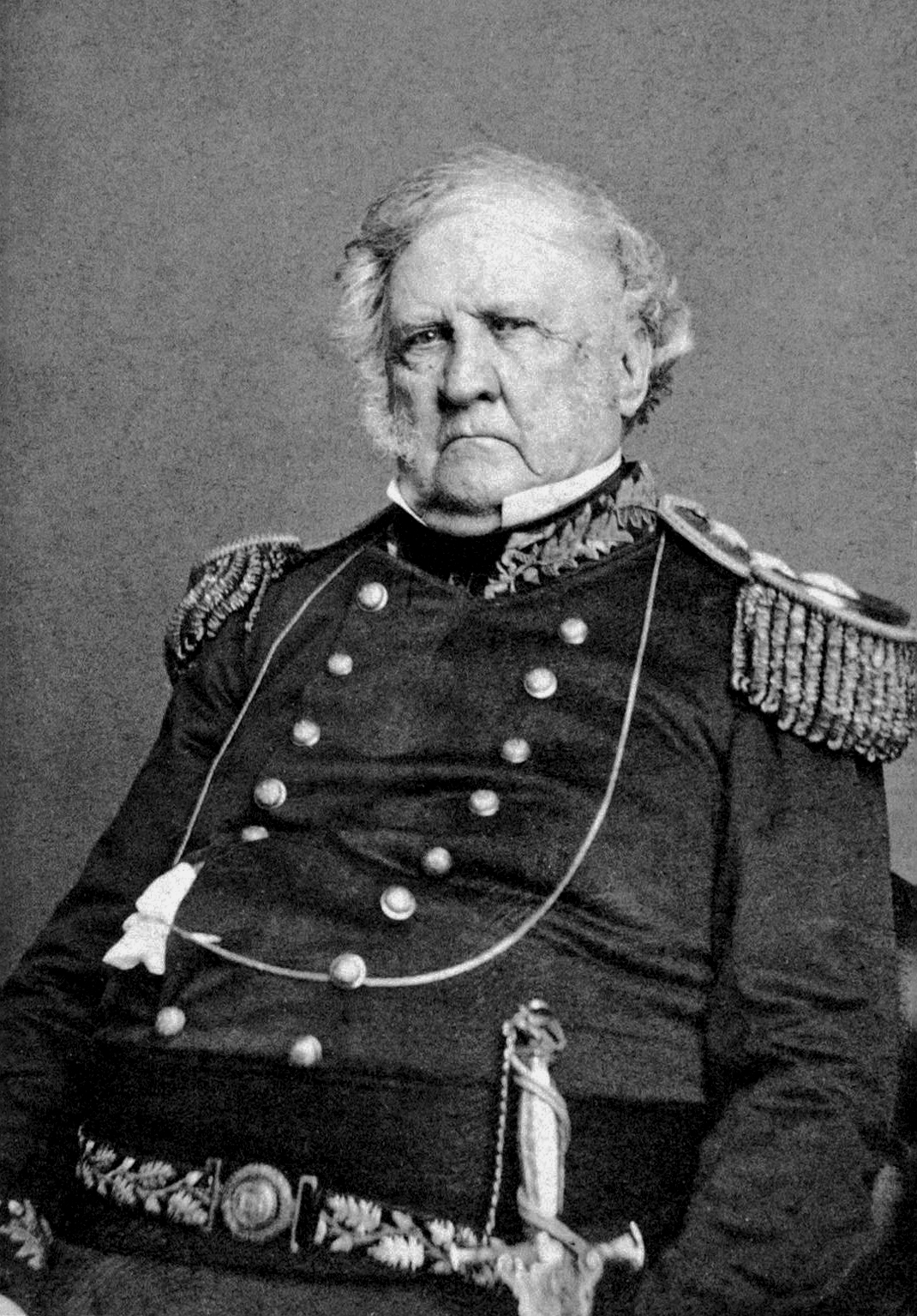
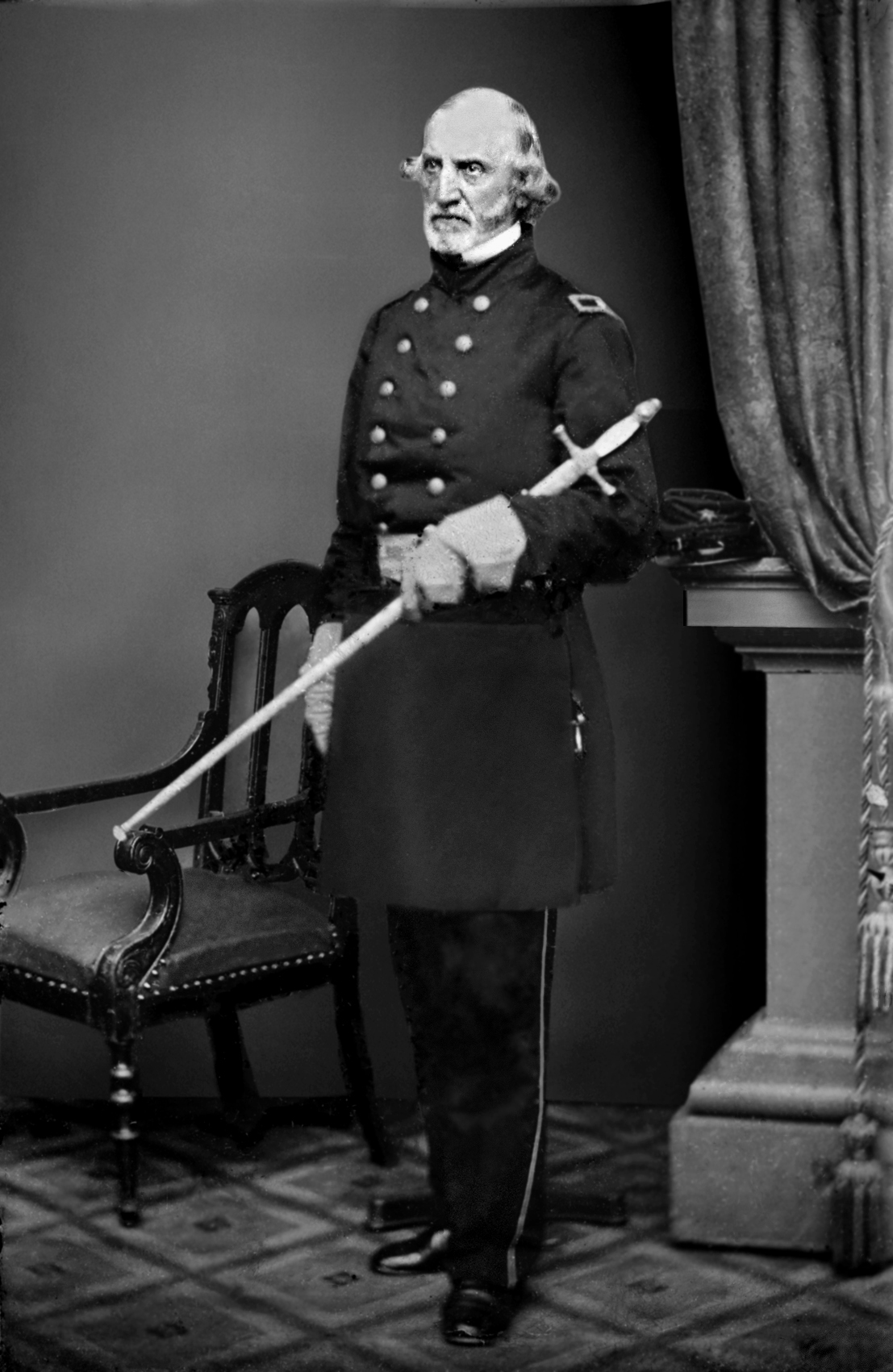
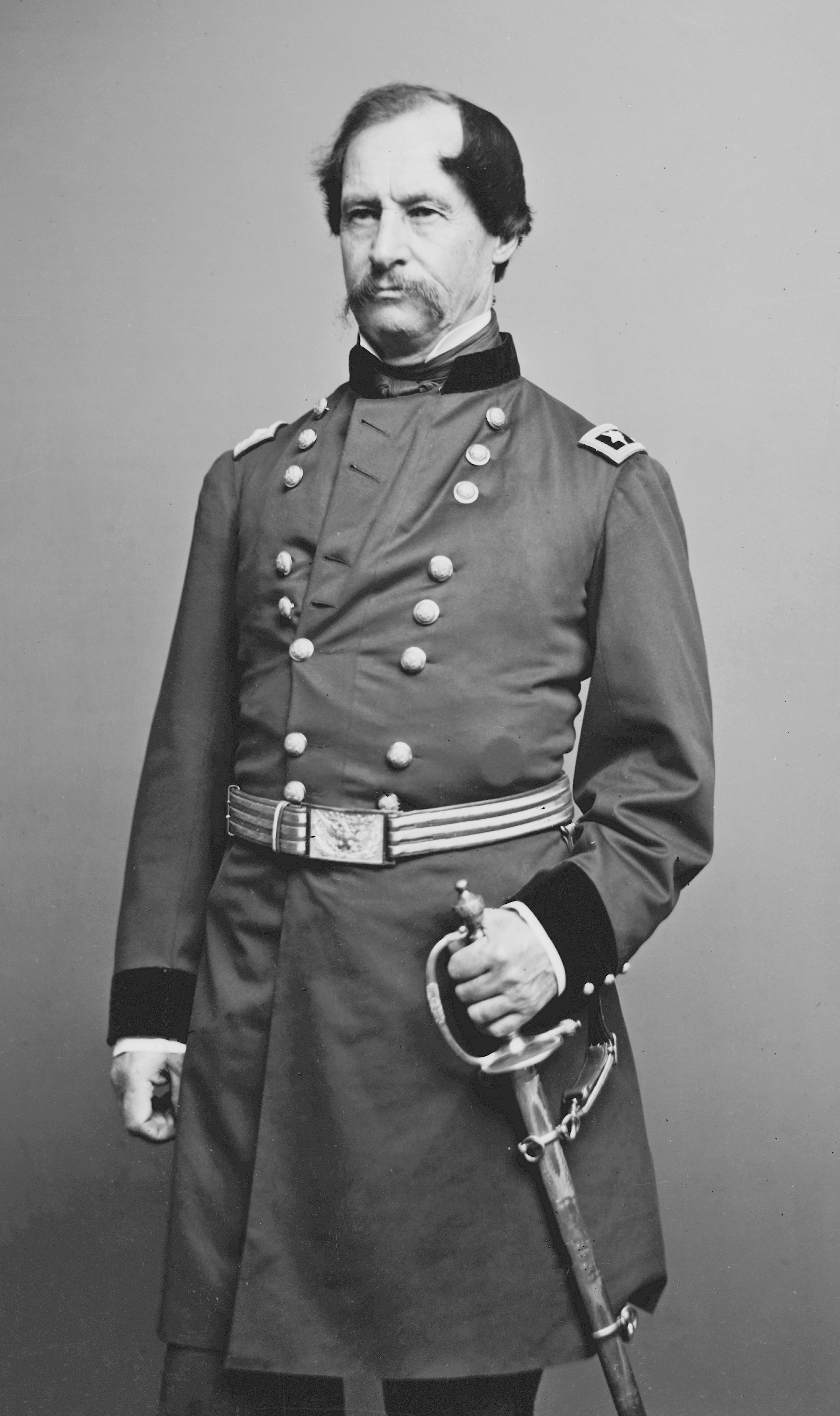
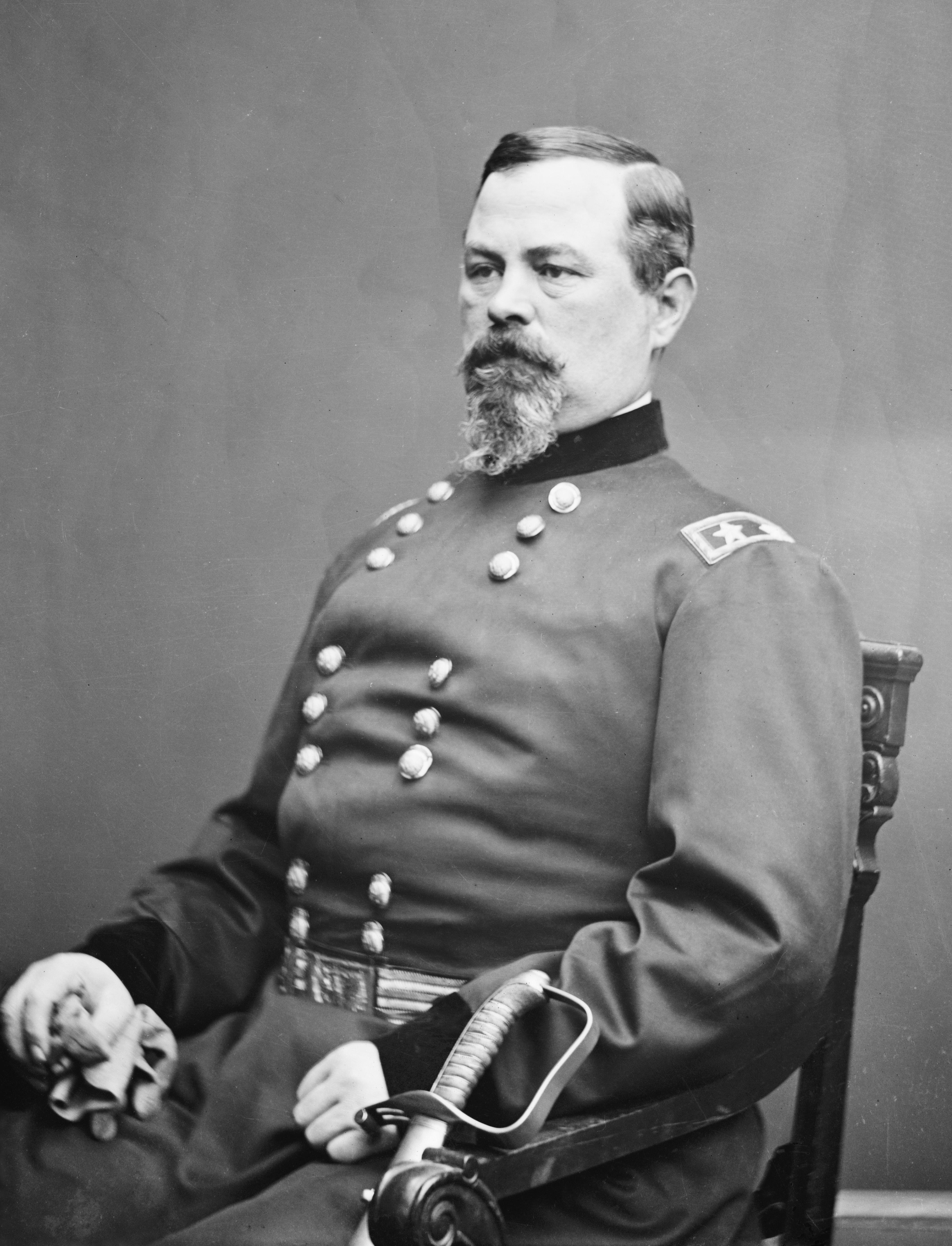
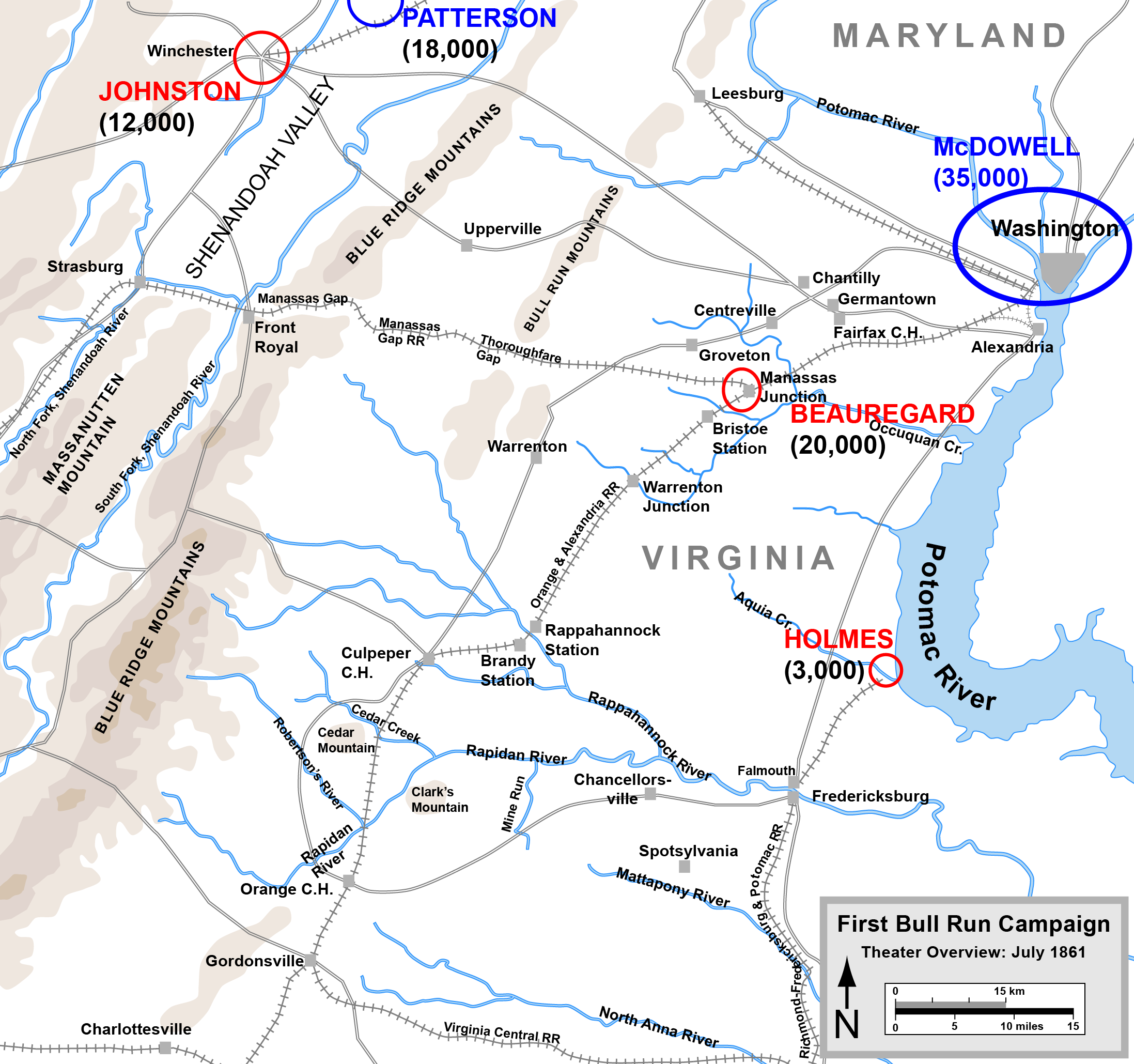
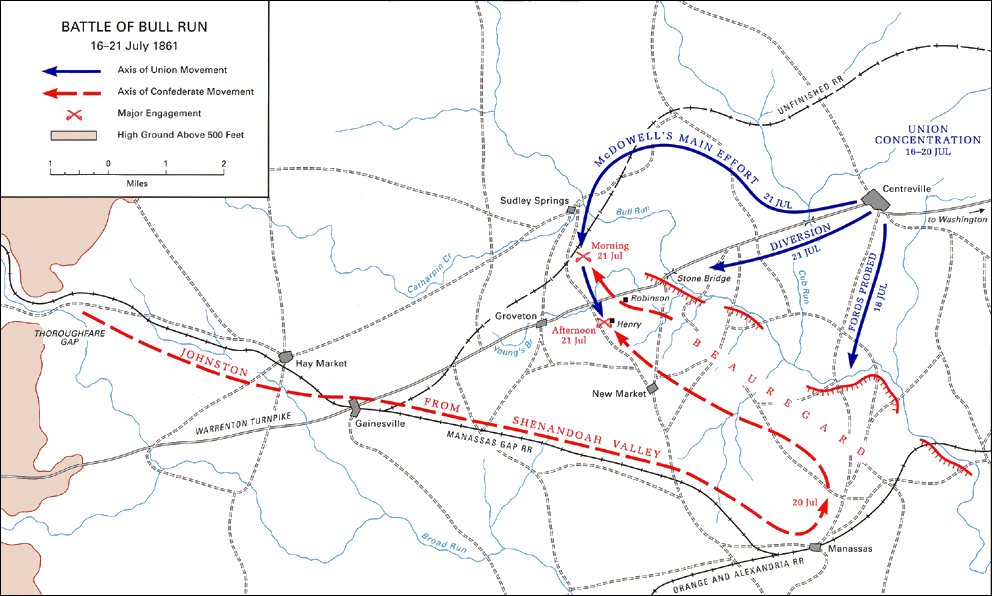
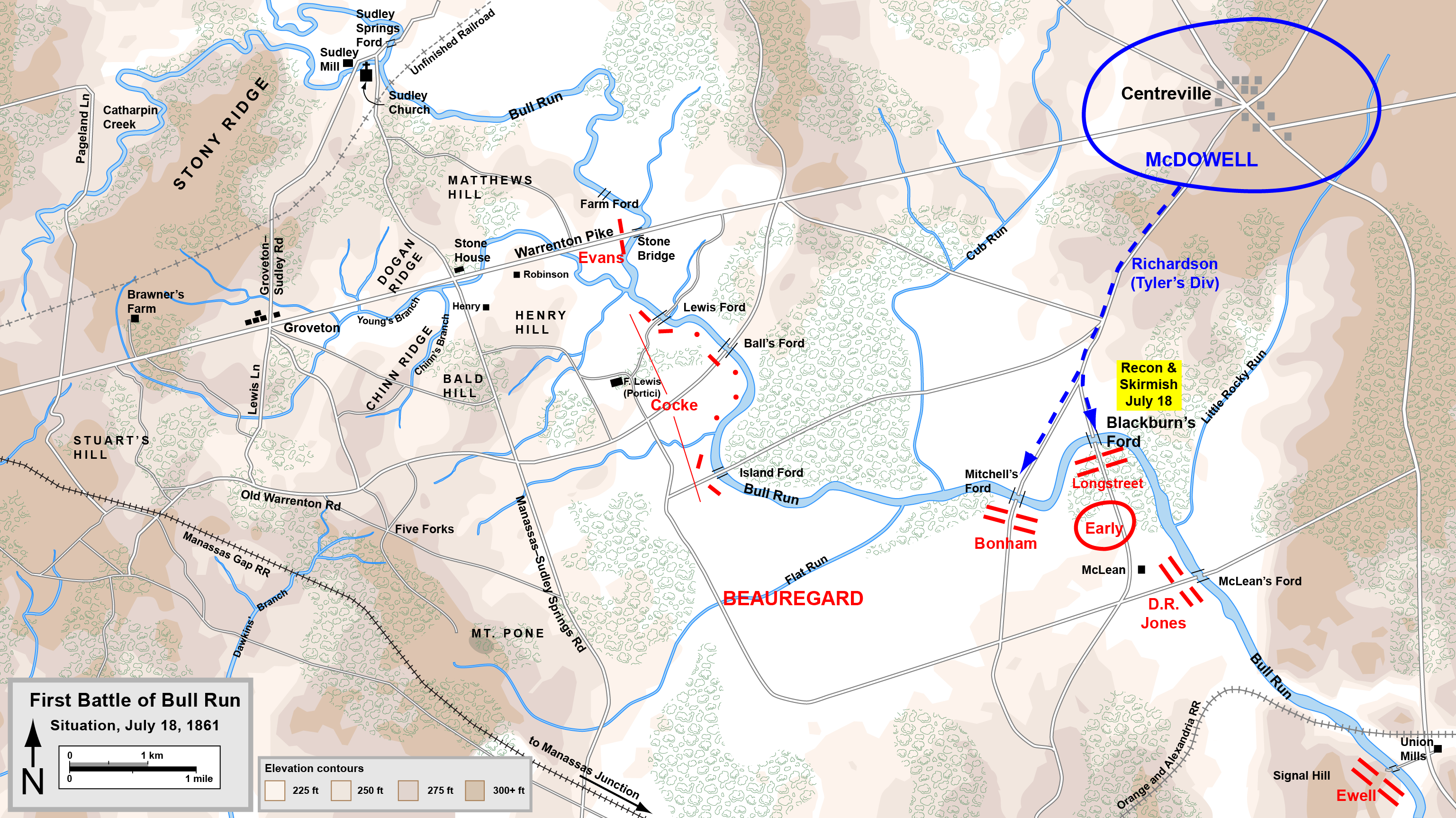
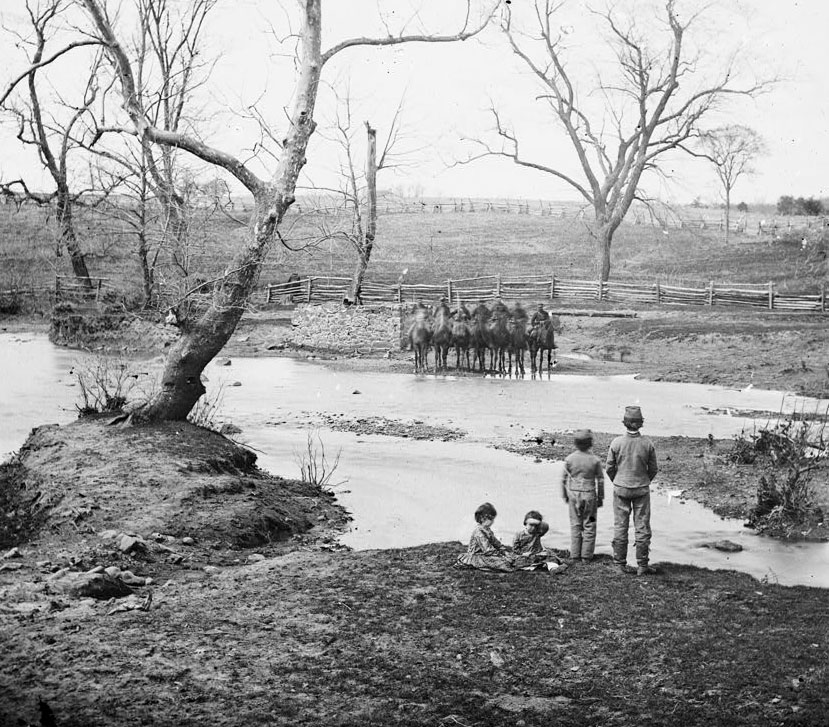
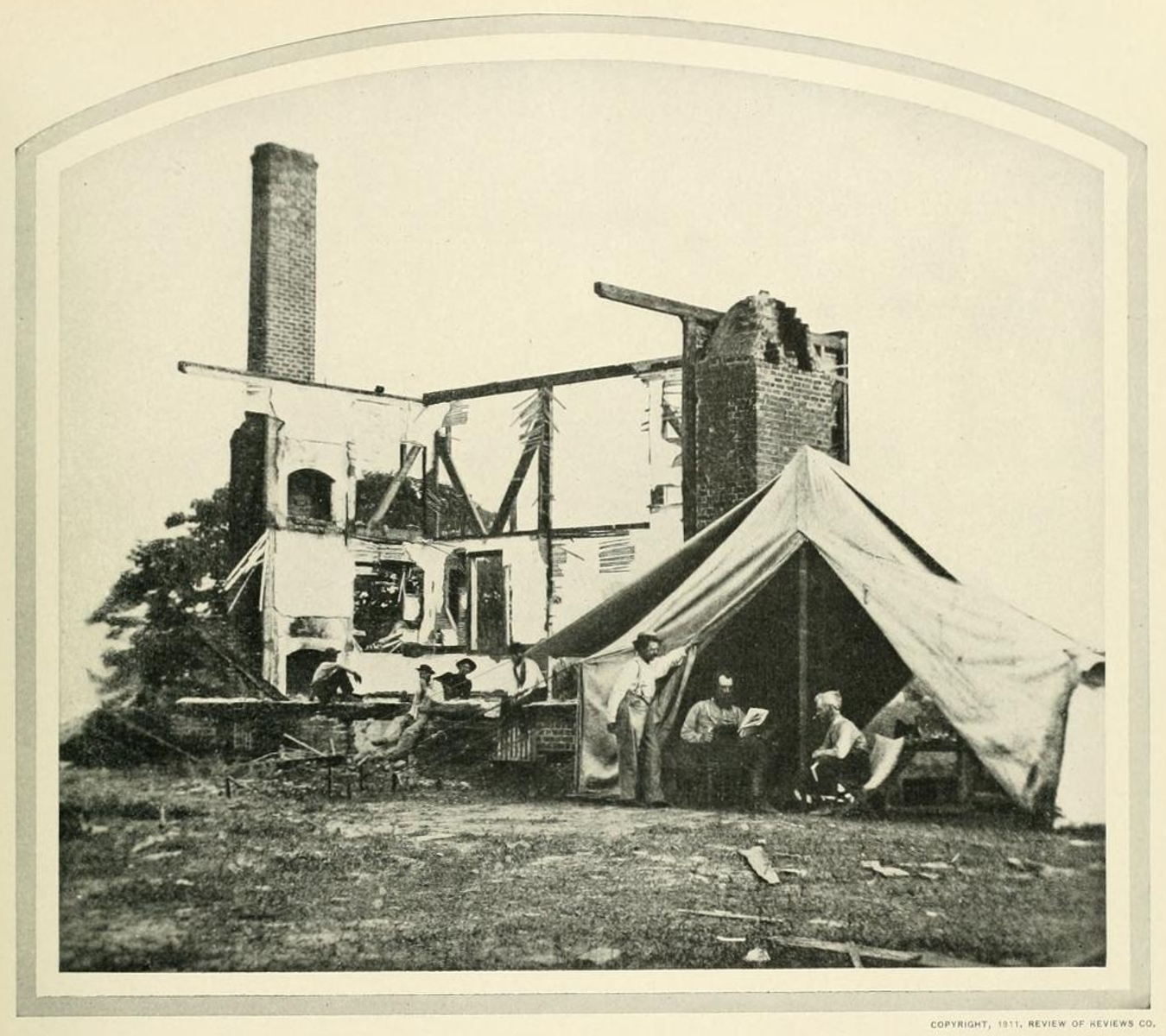
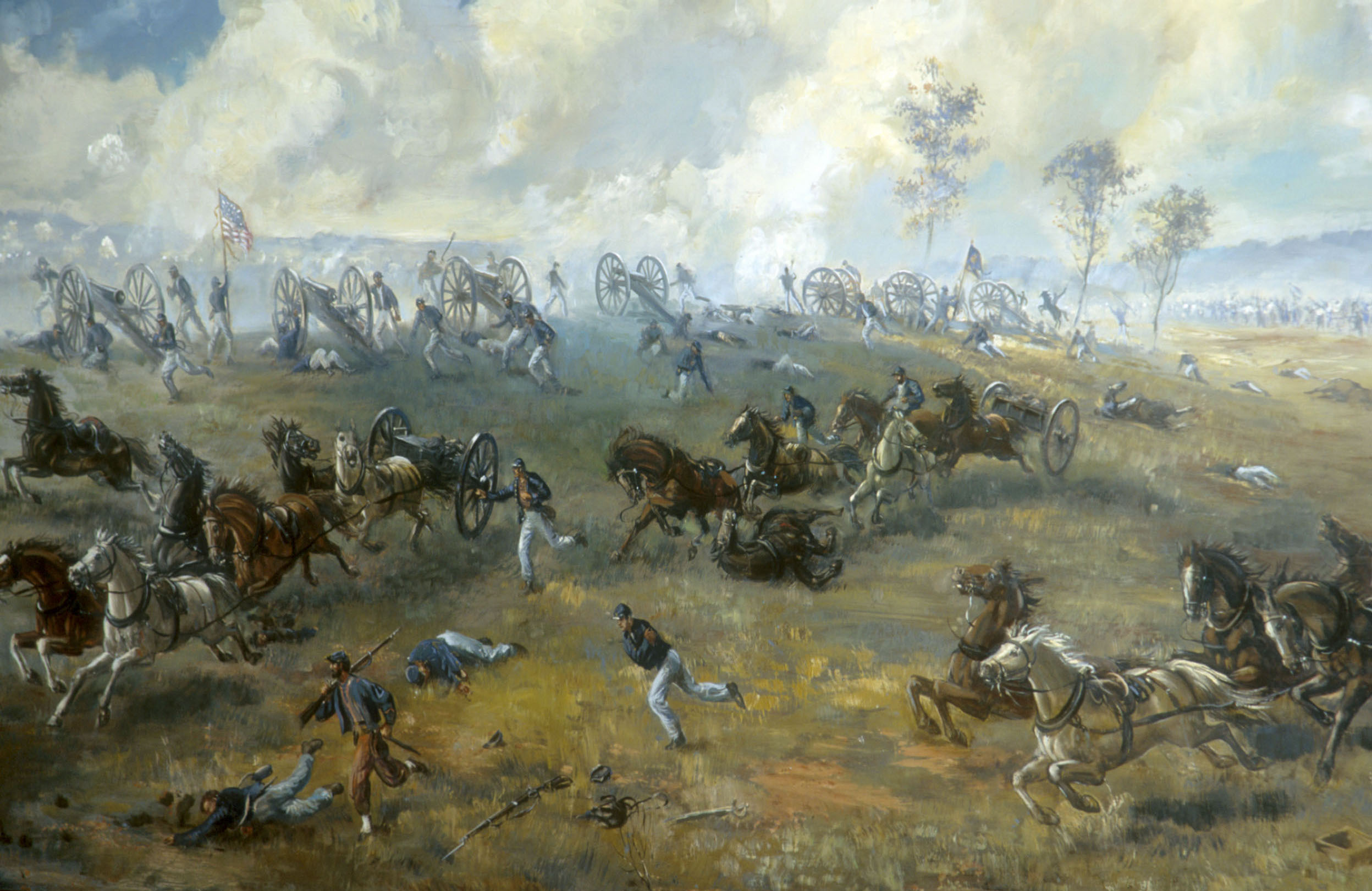